# چوی این-جونگ
چوی این-جونگ (انگلیسی: Choi In-jeong؛ زادهٔ ۲۱ مهٔ ۱۹۹۰) شمشیرباز اهل کره جنوبی است.
وی در مسابقات کشوری و بین‌المللی در مجموع برندهٔ ۲ مدال طلا، ۶ مدال نقره شده‌است.